# Шведська Вест-Індійська компанія

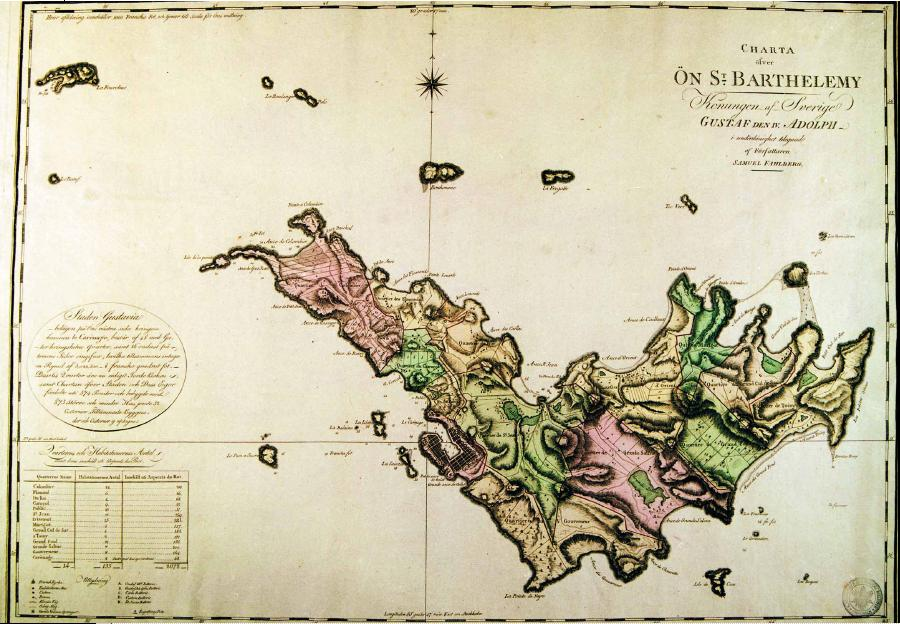
о. Сен-Бартельмі в кінці XVIII — початку XIX ст.

Шведська Вест-Індійська компанія (швед. Svenska Västindiska kompaniet) — торгова компанія, утворена в Швеції в 1786 році для торгівлі з Вест-Індією.
Протягом XVIII століття шведський уряд час від часу замислювалося над питанням відкриття прямої торгівлі з Вест-Індією, але оскільки колоніальні держави не дозволяли заходити іноземним судам в порти своїх колоній, то ці плани залишалися лише на папері.
У грудні 1745 року торговельний дім «Абрахам і Якоб Арведсон і компанія» домігся привілею на право здійснення подібної торгівлі, проте іспанська посланник в Стокгольмі заявив настільки різкий протест, що фірма була змушена відмовитися від неї. Комерц-колегія мала намір передати привілей іншим торгівцям, але ті не виявили до цього ніякого бажання.
Під час війни американських штатів за незалежність було дозволено торгувати в чотирьох Вест-Індійських портах, і король дарував усім шведським кораблям, що приходять звідти з товарами деякі митні послаблення.
Після того, як Швеція придбала в 1784 році у Франції острів Сен-Бартельмі, зародилася надія на пожвавлення вест-індійської торгівлі. 30 серпня 1784 року статс-секретар Лільенкранц запропонував ріксроду створити компанію для ведення торгівлі з новою колонією, і 31 жовтня 1786 року новостворена Вест-Індійська компанія отримала привілей на 15 років, починаючи з 1 січня 1787 року. Цій компанії дозволялося вести торгівлю з Сен-Бартельмі, а також з іншими островами Вест-Індії і Північною Америкою.
Згідно привілею директора компанії призначалися королем. Необхідний капітал повинен був бути зібраний шляхом підписки на акції. Компанія отримала право фрахтувати ту кількість судів, яка їй була необхідна. Відпливають кораблі повинні були виходити або з Гетеборгу, або з Стокгольму, де розташовувалася головна контора компанії. Там же з них розвантажувався привезений вантаж.
Директори отримали право видавати вказівки щодо торгівлі, а також призначати і звільняти вищих і нижчих службовців. Товари, що перевозяться всередині держави для відправки за кордон, звільнялися від усіх сухопутних мит, ті ж, що з тією ж метою ввозилися з-за кордону — від морських. Привезені з Вест-Індії товари повинні були продаватися на публічних аукціонах.
Компанія отримала право збирати на острові Сен-Бартельмі податки, а також митні, портові та інші мита. Одночасно на компанію було покладено обов'язок щодо поліпшення порту і виплати платні чиновникам і службовцям. Однак утримання губернатора і гарнізону держава залишила за собою, в зв'язку з чим вилучала чверть доходів компанії, отриманих єю зі згаданих джерел.
Король скористався своїм правом призначати директорів компанії лише частково і 25 січня 1787 року призначив одним з них статс-секретаря Кута. Решта ж члени дирекції були обрані пайовиками, в число яких входив і кронпринц.
Акціонерний капітал компанії досяг 80 420 ріксдалерів спеціє. Однак її торгівля йшла не так успішно, як очікувалося. Успіху першої експедиції перешкодила в 1788 році російсько-шведська війна. Надалі підприємству заважала заборона на ввезення в країну деяких видів товарів, у тому числі кави. Крім того, частина обіцяних привілеїв, наприклад, право зборів податків з соляних промислів, так і не були надані компанії.
Все це в сукупності призвело до того, що за сім років (1794) чистий прибуток компанії склав лише 6527 ріксдалерів спеціє. Це призвело компанію до необхідності звернутися до держави за допомогою. Створений в зв'язку з цим комітет запропонував знизити для неї мита, однак це не привело до бажаного результату. Так звана рада острову Сен-Бартельмі в 1801 році повідомила, що компанія за цей рік отримала з острову прибуток в 180 915 піастрів.
Під час Французької революції води Карибського басейну стали вельми небезпечні, і кілька кораблів компанії стали здобиччю каперів. У 1801 році англійці захопили Сен-Бартельмі, проте в 1802 році знову повернули його шведам.
У 1801 році, коли закінчився термін дії привілеїв, компанія все ж домоглася її продовження, але через кілька років вона була анульована, про що було оголошено 22 травня 1805 року.